# Sarkodie
Sarkodie de son vrai nom Michael Owusu Addo, né le 10 juillet 1985, est un rappeur, auteur-compositeur et entrepreneur ghanéen originaire de Tema. Il est un nom familier dans l'industrie musicale ghanéenne et mondiale.
Ses contributions à l'industrie musicale ghanéenne lui valent de nombreux prix, notamment le prix de l'Artiste de la décennie aux Ghana Music Awards de Vodafone. Il est également considéré comme l'un des principaux promoteurs du genre et de la danse Azonto et comme l'un des rappeurs africains les plus réussis. En raison de la variété des genres musicaux dans lesquels il excelle, Sarkodie rappe fréquemment dans sa langue maternelle, le Twi.

## Biographie

### Jeunesse et débuts de carrière
Sarkodie naît le 10 juillet 1985 au Ghana. Il est le quatrième d'une famille de cinq enfants. Il grandit à Koforidua avant que ses parents ne déménagent à Tema où il commence sa scolarité. Il fréquente le lycée méthodiste de Tema et poursuit ses études à l’Ipmc College of Technology, où il obtient un diplôme en graphisme. 
La carrière musicale de Sarkodie commence en tant que rappeur underground. Il se fait connaître grâce à des compétitions de rap telles que la compétition populaire de rap d’Adom FM, Kasahare Level. Puis, il rencontre son premier manager Duncan Williams de Duncwills Entertainment alors qu’il participe à la compétition susmentionnée. Il y rencontre également les musiciens Edem et Castro, qui le présente à Hammer of The Last Two, un producteur de disques établi. Impressionné par son talent, Hammer permet à Sarkodie d’enregistrer deux titres pour le premier album d’Edem, Volta Regime.

## Carrière musicale

### 2009-2012:MakyeetRapperholic
À la suite de sa collaboration avec Hammer, Sarkodie enregistre son premier album Makye. Sa production est principalement assurée par Killbeatz et Jayso. L’album comprend des apparitions de Kwaw Kese, J-Town, Sway et Paedae de R2Bees. Makye a reçu des critiques positives de la part des critiques et des fans. Il est soutenu par un concert organisé aux Holy City Gardens à Accra.  
Le 16 septembre 2009, Sarkodie se produit aux côtés de Busta Rhymes au concert Busta Rhymes Live in Ghana. En 2010, ses chansons « Push » et « Baby » ont été classées neuvième et treizième sur le Top 50 des chansons de Joy FM de 2009, respectivement.  premier single de l’album, « Baby », qui met en vedette Mugeez de R2bees, est devenu un succès instantané et lui donne de la visibilité. 
Son deuxième album studio, Rapperholic, sort en 2012. Il comprend des apparitions d’Efya, Chidynma, Mugeez de R2Bees, Obrafour et Jayso. L’album est soutenu par cinq singles dont Good Bye, One Time For Your Mind, You Go Kill Me, Living Legend et Onyame Nhyira. Il reçoit des critiques positives de la part des critiques musicaux. Sarkodie a fait une tournée nationale pour promouvoir l’album. Rapperholic a valu à Sarkodie sa première nomination au BET et sa victoire ultérieure. Sarkodie a également figuré sur le cypher des BET Hip Hop Awards aux côtés de Talib Kweli, Jean Grae et Ab-Soul. Il était le seul groupe africain figurant sur le chiffre. 
Le 7 juillet 2012, Sarkodie entame une tournée au Canada. Puis, il fait une tournée aux États-Unis en août 2012, se produisant dans des villes et des États tels que New York, l’Ohio, le New Jersey, le Maryland, Atlanta, Chicago, le Texas et le Massachusetts.  Après la sortie de Rapperholic, il se lance dans une tournée pour promouvoir l’album. Le  27 août 2012, Sarkodie s’est produit aux côtés de R2Bees, Fally Ipupa et Iyanya au festival de musique Africa Unplugged.  En 2012, Sarkodie interprète « How Low » avec Ludacris lors des concerts 020 Live. 

### 2013-2014:Sarkology, Sarkcess Music et Africa Rising Campaign
Le 30 octobre 2013, Sarkodie sort le remix officiel de « You Go Kill Me ». La chanson culmine la première place de divers classements au Ghana. Son remix comprend des voix de Wizkid, Ice Prince, Navio et EL. En janvier 2014, Sarkodie sort son troisième album studio Sarkology. Principalement enregistré en Twi, l’album comprend feat avec, Davido, Tiwa Savage, Banky, Timaya, 2 Face Idibia, Efya, Mugeez, Obrafour, Burna Boy, Vivian Chidid, Vector, Silvastone, Sk Blinks, Stonebwoy, Lil Shaker, Raquel, Sian, Kofi et Aka. Sa production est assurée par Magnom, Hammer, Killbeatz, Masterkraft et Silvastone, entre autres. Le concert de lancement de l’album a eu lieu au stade sportif d’Accra en décembre 2013. 
Il lance son label Sarkcess Music en 2014. Sous le label, Sarkodie sort également les chansons « Megye Wo Girl », « Love Rocks », « Chingum » et « Whine Fi Me ». Il sortira une avant-première du clip de « Adonai » (Remix) et « Special Someone ». 
Le 3 mai 2014, lors de la 15e édition des Ghana Music Awards, Sarkodie y livre une prestation. Quelques semaines plus tard, le 7 juin 2014, il partage la scène avec l'artiste international Miguel lors des MTV Africa Music Awards, un événement qui attire l'attention tant nationale qu'internationale sur son talent et sa polyvalence artistique. En juin 2014, Sarkodie marque sa participation à un projet d'envergure en collaborant avec un ensemble d'artistes africains renommés, dont Mi Casa, Lola Rae, Davido, Diamond Platnumz et Tiwa Savage, dans la création de Africa Rising, une composition musicale conçue pour soutenir la campagne du même nom de DStv. Cette initiative, axée sur l'encouragement des Africains à s'engager dans des projets d'investissement social communautaires, témoigne de l'engagement de Sarkodie envers des causes sociales et de son influence en tant qu'artiste engagé. Le clip vidéo de Africa Rising, réalisé maison de production sud-africaine Callback Dream, est dévoilé le 24 juin 2014.

### 2015-2018:Marieetle Très-Haut
Le 10 juin 2015, Sarkodie sort le « New Guy » en feat avec Ace Hood par les labels Sarkcess Music et Ivy League Records. Écrite par les deux artistes et produite par CedSolo, « New Guy » est une chanson hip-hop et hip-hop africaine qui contient des couplets de rap alternés, tandis que ses paroles traitent du désir et de la motivation de Sarkodie pour le succès. Le production de « New Guy » commence au début de 2015 lorsque Sarkodie paye un total de 25 000 dollars pour couvrir les frais de production associés à l’enregistrement. Il souhaite par la suite qu’Ace Hood apparaisse sur le morceau parce qu’il le considérait comme « l’un des rappeurs les plus puissants du monde ». 
Le 12 septembre 2015, Sarkodie sort l'album Mary, un album live nommé d’après sa grand-mère décédée en 2012. Le morceau Mary est sorti en tant que single principal de l’album deux mois auparavant. Sarkodie vend près de 4 000 exemplaires de l’album le premier jour de sa sortie.  En février 2016, il s’est adressé à un groupe d’étudiants de la Harvard Business School. Sur le thème « L’art de l’agitation », son discours porte principalement sur les défis associés au fait d’être un musicien africain. Sarkodie s’est également produit lors de l’événement après son discours. 
Sarkodie a organisé la quatrième édition de son concert Rapperholic le jour de Noël. Les billets pour l’événement se sont vendus dans les 72 heures suivant sa sortie. Le concert comprenait des performances supplémentaires de Wizkid, Samini, Efya et Shatta Wale.  
Il sort son cinquième album studio Highest le 8 septembre 2017. Il comprend 19 chansons, dont 3 interludes et une piste bonus. Sorti par Sarkcess Music et Dice Recordings, l’album comprend des collaborations avec Jesse Jagz, Moelogo, Flavour, Korede Bello, Victoria Kimani et Big Narstie. L'album Highest  est principalement produit par Jayso, avec une production supplémentaire de Masterkraft, TSpize, Ced Solo, Nova et Guilty Beatz. 

### 2019:AlphaetBlack Love
Sarkodie sort son premier extended play Alpha en juin 2019. Composé de 6 titres, l'album comprend des feat avec Joey B et Ebony Reigns. Il taquine sa collaboration avec Reigns lors du concert Ebony Reigns, qui commémorait le défunt chanteur. Il sort son album studio Black Love le 20 décembre 2019. Sarkodie déclare que l’album explore les thèmes de l’amour et des relations avec les Noirs,.  
Le 19 avril 2021, Sarkodie annonce la sortie prochaine de son 7e album studio, intitulé « No Pressure ». Une vidéo de la bande-annonce est publiée en ligne sur YouTube. 

### 2021:No Pressure Album
Sarkodie sort l’album No Pressure, le 30 juillet 2021. Il collabore sur cet album avec Wale, Vic Mensa, Giggs, Cassper Nyovest, Harmonize, Oxlade et Kwesi Arthur. 

### 2022:Jamz Album
Sarkodie sort l’album Jamz à la fin de l’année 2022, sur quoi, il collabore avec des artistes avec Black Sheriff, King Promise, Inkboy et de nombreux grands groupes nigérians. Parmi eux, les principaux succès sont Labadi avec King Promise et Countryside with Black Sheriff qui a remporté le prix de la meilleure collaboration aux Vodafone Ghana Music Awards 2023. 

### 2023: Jamz World Tour
Sarkodie annonce sa prochaine tournée pour 2023 - la tournée mondiale JAMZ - via sa page YouTube en septembre 2023. Au cours du Jamz World Tour, le rappeur Sarkodie a visité plusieurs pays d’Afrique et d’Europe. La tournée comprenait neuf arrêts dans divers pays européens, dont le Royaume-Uni, la France, la Suède, le Danemark, l’Irlande, les Pays-Bas et l’Allemagne. Il monte sur scène chaque étape pour livrer une performance inoubliable, mettant en valeur son talent exceptionnel et sa présence charismatique sur scène.
Il a cependant manqué son spectacle Jam World Tour à Detroit en raison de problèmes de vol. Il a dû faire un atterrissage d’urgence à Delta Air Line sur une île au Portugal, et il blâmera la compagnie aérienne pour cela. 

## Philanthropie
Le 13 juillet 2013, Sarkodie lance la Fondation Sarkodie une organisation à but non lucratif dédiée au soutien des enfants défavorisés. Il fait des dons à l’orphelinat Royal Seed Home à Kasoa. Le 25 décembre 2014, sa Fondation s’engage dans une campagne « Nourrir les enfants » à Tema, au Ghana, où elle fournit à des milliers d’enfants des sacs de riz, de yaourt et de canettes de boisson, des sacs d’école, des bouteilles d’eau, des chapeaux et d’autres articles. 

## Entrepreneur
Sarkodie est propriétaire de la ligne de vêtements Sark by Yas, lancée le 27 avril 2013.  La ligne de vêtements propose des accessoires pour hommes, femmes et enfants. En 2012, il est officiellement ambassadeur de la marque Samsung Electronics à l’Université du Ghana, Legon. Dans le cadre de l’événement, Samsung dévoile les téléphones Samsung Galaxy Pocket et Chief Hero qui avaient des fonds d’écran personnalisés de Sarkodie et de sa signature ; les utilisateurs ont eu la possibilité de télécharger des morceaux exclusifs de Sarkodie. Il a également lancé les écouteurs Obidi Chief et a signé un accord de parrainage avec FanMilk Ghana en 2013. Il est actuellement en partenariat avec Tigo Télécommunications Ghana, une marque qui sponsorise sa tournée Rapperholic de 2013.  Sarkodie a également conclu des accords de parrainage avec Standard Chartered Bank - une société bancaire de premier plan en Afrique - ainsi qu’avec Guinness Ghana Limited pour leur boisson maltée. 
Le 30 octobre 2019, il est nommé ambassadeur de la campagne de l’Année du retour ; l’honneur lui a été conféré lors du Forum de l’industrie des arts créatifs.  En mars 2021, Sarkodie et sa petite fille figure dans la publicité de la campagne Brush With Me de la principale marque de dentifrice du Ghana - Pepsodent Ghana. La campagne est  menée pour inciter les parents et les tuteurs à commencer et à encourager une routine de brossage des dents jour et nuit avec leurs enfants. Cela a été fait pour commémorer la Journée mondiale de la santé bucco-dentaire.

## Vie privée
Sarkodie épouse Tracy lors d’une cérémonie de mariage privée qui s’est tenue à Tema, au Ghana, le 17 juillet 2018. Ils ont deux enfants. Dans une entrevue, il révèle qu’il avait été séparé de ses parents pendant son enfance, ce qui l’a amené à adopter une « approche introvertie et observatrice de la vie ». 

## Controverses

### Yvonne Nelson
Dans ses mémoires intitulés « Je ne suis pas Yvonne Nelson » l’actrice ghanéenne Yvonne Nelson raconte sa relation passée avec Sarkodie. Elle a décrit comment elle est tombée enceinte de manière inattendue de lui et a pris la décision de mettre fin à la grossesse. 
Plus tard, Sarkodie répond à Yvonne Nelson avec un single exceptionnel baptisé « Try Me ». Il a clairement déclaré dans la chanson que ce n’était pas lui qui avait demandé à Yvonne d’interrompre la grossesse, mais Yvonne elle-même avait demandé l’interruption de grossesse en raison de sa détermination à ne pas mettre fin à ses études. 

### Samini
En janvier 2023, Samini, un danseur ghanéen, accuse Sarkodie de manque de respect. Sarkodie s’est ensuite excusé auprès de Samini lors d’une émission de radio, mais affirme que l’accusation de Samini n’était peut-être pas sa véritable intention. 

## Incidents
L’artiste Sarkodie, raconte un incident pénible où il fait face à une expérience de mort imminente avec Delta Airline. L’épreuve a impliqué un atterrissage d’urgence sur une île isolée du Portugal, jetant une ombre sombre sur ses souvenirs du samedi 9 septembre 2023. 

## Reconnaissance
Sarkodie rappe souvent dans sa langue maternelle, le twi, une langue ghanéenne et est considéré comme un « rappeur aux multiples facettes » en raison des différents styles musicaux qu’il possède. Sarkodie est souvent cité comme l’un des meilleurs artistes hip-hop d’Afrique. En 2013, Lynx TV l’a classé premier sur sa liste des « 10 meilleurs rappeurs ghanéens de tous les temps ».  
En 2015, Africa Ranking le classe troisième sur sa liste des « 10 meilleurs rappeurs africains de 2015 ». The Guardian l’a classé parmi ses cinq meilleurs groupes de hip-hop sur le continent africain. Il a été classé 8e sur la liste Forbes et 2015 de Forbes et Channel O des 10 artistes africains les plus riches. En 2020, il a remporté le prix de l’artiste de l’année lors des Ghana Music Awards USA. 

## Discographie

### Albums studio
- Makye (2009)
- Rapperholic (2012)
- Sarkology (2014)
- Highest (2017)
- Black Love Album (2019)[32],[33]
- No Pressure (2021)
- Jamz (2022)[34]

### Albums live
- Marie (2015)

### Albums collaboratifs
- T.M.G (avec Jayso) (2013)

### Ep
- Alpha (2019)